# شكري باشا الأيوبي
شكري باشا الأيوبي (1851-1922) ضابط سوري في الجيش العثماني كان مناصراً للثورة العربية الكبرى ووُليّ حاكماً على كل من دمشق وبيروت وحلب في عهد الملك فيصل الأول عام 1918.

## البداية
ولِد شكري الأيوبي في دمشق لأسرة كبيرة ومعروفة، وتلقى علومه في مدارس المدينة ثم في الكلية الحربية في اسطنبول. وعند تخرجه عام 1871 عُين مُدرساً في الكلية الحربية في اسطنبول ثمّ في الكلية العسكرية في دمشق وأصبح مديراً لها. كما رُفع إلى رتبة أمير لواء وأُعطي لقب «الباشا» عسكرياً. انتسب سراً إلى الجمعية العربية الفتاة التي أسست في باريس على يد نخبة من الطلاب العرب، ولَعب دوراً مهماً في فتح فرع سري لها بدمشق، بالتعاون مع الطبيب أحمد عبد القادر قدري ونسيب البكري. أثارت تحركاته شكوك الحاكم العثماني لولاية سورية، جمال باشا، الذي أمر باعتقاله في أيار 1916 وزَجّه في سجن خان باشا بدمشق.

## في السجون العثمانية
في مذكراته، يقول رئيس الوزراء فارس الخوري، الذي قضى أشهراً في نفس المُعتقل، إن شكري الأيوبي تعرض لأبشع أنواع التعذيب، وأنهم (أي الأتراك) «لم يتركوا نوعاً من أنواع التعذيب الجسدي إلا وأقاموه به.»  فقد قاموا بقلع أضافره وأدموا قدميه من الضرب، ثم وضعوا أغلالاً حديدية في رجليه وعلى منكبيه، وأكرهوه على التَجوّل تحت أثقالها في باحة السجن، وهو يرتدي بزة أمير لواء في الجيش العثماني. كان يَصرخ في وجه السجانين قائلاً: «ليس العار عليّ بل عليكم أنتم أيها الأنذال!»  ولم يكتفوا بهذا الحد من التعذيب بل قاموا باعتقال أكبر أبنائه خالد الأيوبي، وهو ضابط في الجيش العثماني، وجلدوه 600 جلدة ثم أجبروه على الوقوف طوال مدة 156 ساعة، أملاً أن ينفع ذلك في انتزاع اعتراف من أبيه عن شركائه في الثورة على الدولة العثمانية. عند زيارة أصغر أولاده إلى السجن، فصيح الأيوبي، طلب منه شكري باشا الاتصال بالزعيم شكري القوتلي، أحد قادة جمعية الفتاة في دمشق، لتأمين وسيلة آمنة لخروجه من السجن وهروبه إلى جبل الدروز. تَبِع الأتراك خطوات الفتى الصغير، وقاموا باعتقال القوتلي على أثرها ووضعه في نفس المُعتقل، حيث تعرض لتعذيب شديد. اجتمع جمال باشا بالأيوبي وعَرض عليه الخروج من السجن والبراءة التامة من أي تهم كانت موجهة إليه، شرط أن يعطيهم أسماء بقية أعضاء جمعية الفتاة، ولكنه رَفض وبقي في المعتقل حتى سقوط الحكم العثماني بدمشق في نهاية أيلول 1918.  

## ليلة سقوط الدولة العثمانية
ليلة خروج الجنود الأتراك من العاصمة السورية، أي في 26 أيلول 1918، هاجم الثوار سجن خان باشا وأطلقوا سراح الأيوبي، وكان على رأسهم الشيخ محمد الأشمر من حي الميدان والمُجاهد أحمد مريود من قرية جباتا الخشب في الجولان. وبدوره، توجه الأيوبي إلى سجن قلعة دمشق وأطلق سراح أربعة آلاف سجين من العرب والسوريين. شارك في الحكومة الانتقالية التي أُقيمت بدمشق يومها، برئاسة الأمير محمد سعيد الجزائري، وفي 30 أيلول 1918، اجتمع بآخر مسؤول عثماني موجود في دمشق، هو المُفتش بهجت بك، للإشراف على تسليم كافة السجون والثكنات العسكرية.
دَخلت القوات العربية المدعومة من الجيش البريطاني مدينة دمشق يوم 1 تشرين الأول 1918، وتبعها بعد يومين الأمير فيصل بن الحسين، ممثلاً أباه الشريف حسين بن علي، قائد الثورة العربية الكبرى. قام الضابط البريطاني توماس لورنس بعَزل الأمير الجزائري، لكونه غير مفوّض بحكم المدينة، واتهمه باغتصاب السلطة التي كانت من المُفترض أن تذهب إما إلى شكري الأيوبي أو إلى الفريق رضا باشا الركابي. عُقد اجتماع في فندق فيكتوريا، حضره لورنس والأمير محمد سعيد الجزائري مع عدد من الوجهاء، تم خلاله عَزل الجزائري عن منصبه وتَعيين شكري الأيوبي حاكماً عسكرياً على مدينة دمشق.

## تعيين الأيوبي حاكماً على بيروت والساحل السوري
انسحب الجيش العثماني من مدينة بيروت يوم 1 تشرين الأول 1918 وبعدها بأسبوع، عُين الأيوبي حاكماً عسكرياً عليها، بتوجيه من الركابي، الذي بات حاكماً عسكرياً على سورية. توجه إلى المدينة الساحلية برفقة الضابط الدمشقي جميل الإلشي، وقام برفع علم الثورة العربية فوق السراي الحكومي. بعد تسلّمه مقاليد الحكم، قام الأيوبي بتَعيين الوجيه اللبناني حبيب باشا السعد، والذي أصبح رئيساً للجمهورية اللبنانية بعد سنوات، حاكماً مدنياً على بيروت، التي باتت تابعة إدارياً وسياسياً للحكومة العربية في دمشق.

## عزل الأيوبي عن بيروت ونقله إلى حلب
ولكن الفرنسيين اعترضوا على هذا التكليف، بحجة أن دولة لبنان الكبير كانت من حصة حكومة باريس وفق نظام المخاصصة الذي تم الاتفاق عليه بين فرنسا وبريطانيا خلال الحرب، بموجب اتفاقية سايكس بيكو. طلبوا من الإنكليز التدخل لدى الأمير فيصل بن الحسين لعزل شكري الأيوبي عن منصبه والتخلي عن مدينة بيروت، فرضخ فيصل لهذا الأمر وقام بنقل الأيوبي مجدداً، هذه المرة إلى حلب في شمال البلاد، ليكون حاكماً عسكرياً عليها. إكراماً له ولتضحياته، رافقه الأمير فيصل إلى حلب وأشرف بنفسه على تَسلّم الأيوبي زمام الأمور في المدينة.

## الوفاة
اعتزل شكري الأيوبي العمل العسكري والسياسي بعد سقوط العهد الفيصلي في صيف عام 1920 وتوفي في دمشق عن عمر ناهز 71 عاماً سنة 1922.